# Marcus Paus
Marcus Nicolay Paus (født 14. oktober 1979) er en norsk komponist. Paus er en af de mest bestilte og udførte norske komponister i sin generation. Han har markeret sig som en repræsentant for en nyorientering i retning af tradition, tonalitet og melodi, og hans værker har fået begejstrede anmeldelser fra pressen og offentligheden i mange dele af verden.
Paus studerede komposition på Norges musikhøjskole (1998–2002) og på Manhattan School of Music (2003–2005). Hans arbejde omfatter kammermusik, korværker, soloværker, koncerter, orkesterværker, operaer og symfoni, samt værker til teater, film og tv. Han har også været kunstnerisk leder af Oslo Operafestival.
Han er søn af visesangeren Ole Paus og sangerinden Anne-Karine Strøm, og tilhører slægten Paus.

## Værker (udvalg)

### Orkesterværker
- Hate Songs for mezzosopran & orkester (2013-14), tekst: Dorothy Parker
- Music for Orchestra (2012)
- A Portrait of Zhou (concertino for fløjte & orkester) (2012)
- Trippelkonsert for fiolin, bratsch, cello & orkester (2011)
- Two Lyrical Pieces (2007)
- Ave Mozart! (2006)

### Korværker
- And Now Abide (2012)
- The Stolen Child (2009), tekst: W.B. Yeats
- Missa Concertante (2008)[4][5]
- Domen & elven (2006)
- Sakte elsker tiden våre liv (2006), tekst: Ole Paus

### Kammermusik
- Strykekvartett no. 4 ‘Aske’ (2013)
- Sonate for cello & klaver (2009)
- Strykekvartett no.3 (2006)
- Trio for klarinet, violin & klaver (2006)
- Lasuliansko Horo for violin & klaver (2004)

### Soloværker
- Trauermusik for solo cello (2012)
- 4 Memento Mori for solo klaver (2012)
- The Ladies on the Bridge for solo violin (2010)

### Operaer
- Eli Sjursdotter (2013-14), libretto: Ola Jonsmoen
- Læreren som ikke ble (2013), libretto: Læreren som ikke ble
- Askeladden –Påls versjon (2010-11), libretto: Ole Paus
- Heksene (2007-08), libretto: Ole Paus

### Filmmusik
- UMEÅ4ever (2011), regi: Geir Greni
- Upperdog (2009), regi: Sara Johnsen

## Udgivelser
- Trio for Clarinet, Violin & Piano på Zodiac Trioens album Zodiac Trio (Emeritus 2007)
- Vigils & Ave Maria på Uranienborg Vokalensembles album (Green China Records 2007)
- Upperdog (filmmusik) (MTG Classic 2009)
- The Stolen Child på Ensemble 96s album Kind (2L 2010)
- UMEÅ4ever (filmmusik) (MTG 2011)
- The Ladies on the Bridge på albummet Nine Solos for Nine Violinists (Aurora 2012)
- The Ladies on the Bridge på Henning Kraggeruds album Munch Suite (Simax 2013)
- Trauermusik, 4 Memento Mori & Sonata for Cello & Piano på Johannes Martens og Joachim Kwetzinskys album Marcus Paus (Aurora 2013)

## Eksterne links
- Marcus Paus Arkiveret 22. december 2019 hos  Wayback Machine
- Marcus Paus på Internet Movie Database (engelsk)
- Marcus Paus på Filmdatabasen
- Marcus Paus på Scope
- Marcus Paus på Svensk Filmdatabas (svensk)
- Marcus Paus på AlloCiné (fransk)